# 司忠
司 忠（つかさ ただし、1893年10月5日 - 1986年5月1日）は、愛知県渥美郡豊橋町八町（現・豊橋市八町通3丁目）出身の実業家。丸善社長・会長。
丸善社長就任時にはワンマン独裁を宣言し、洋書部門の再建や著作権法改正に尽力した。国外に流出していた西洋絵画の松方コレクションの返還交渉にも関与している。

## 経歴

### 青年期

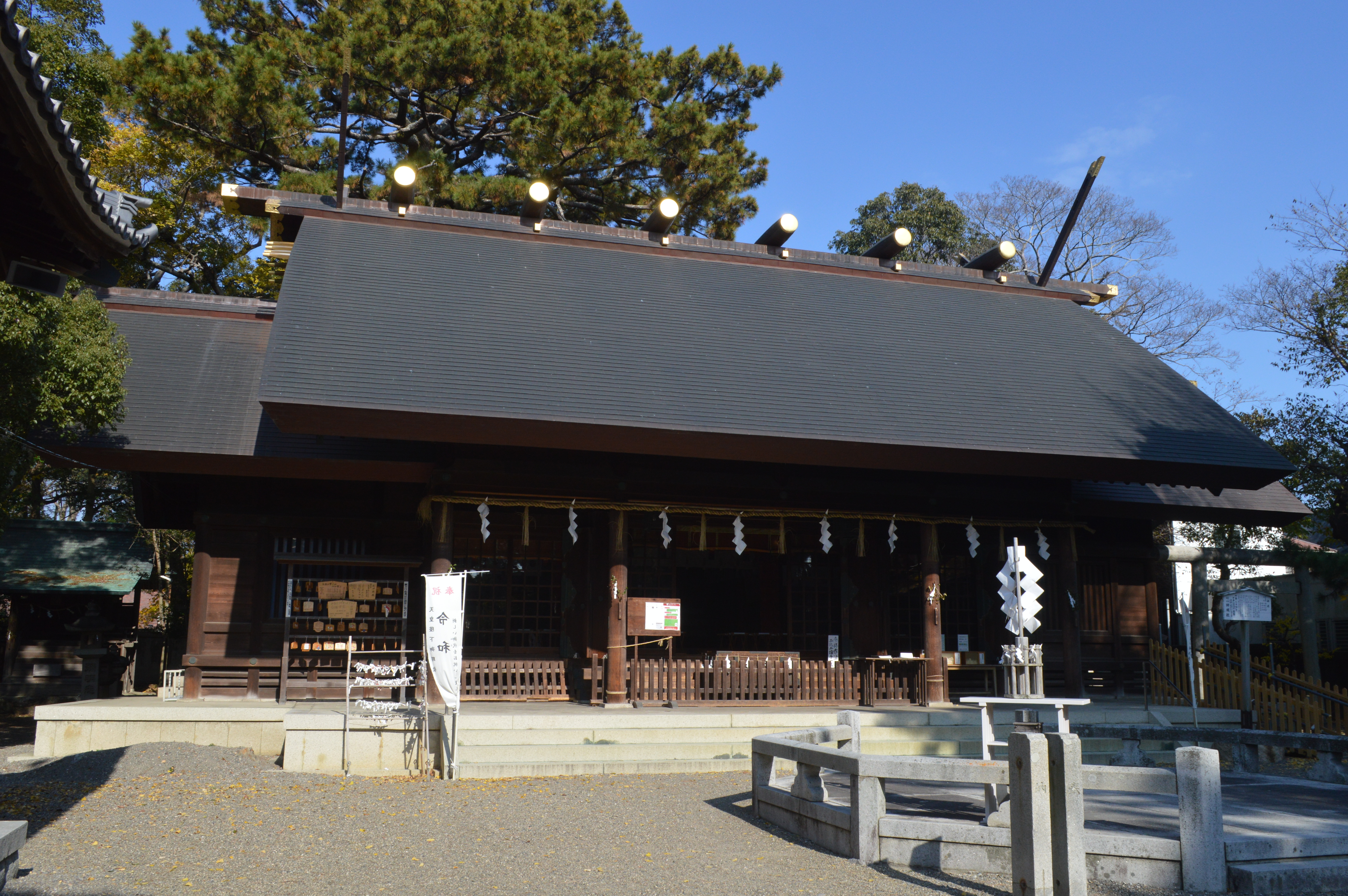
生家である安久美神戸神明社

1893年（明治26年）10月5日、愛知県渥美郡豊橋町八町（現・豊橋市八町通3丁目）にある安久美神戸神明社の家に生まれた。1906年（明治39年）9月に高浜尋常高等小学校を退学すると、13歳で書籍商の丸善株式会社に見習生として入社した。

### 丸善での活動

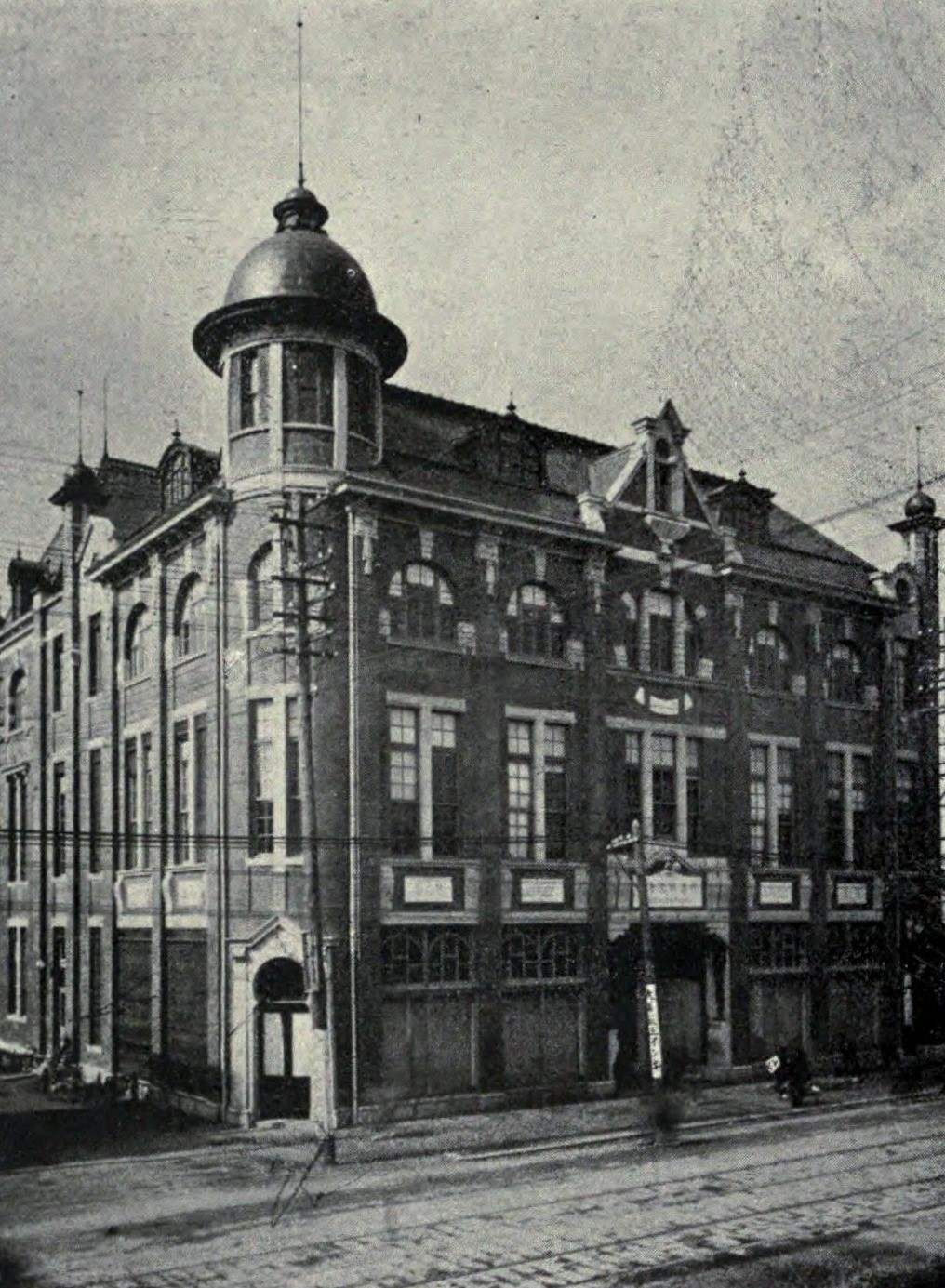
明治時代の丸善

1922年（大正11年）5月10日に結婚している。36歳だった1929年（昭和4年）9月には丸善名古屋支店長となった。46歳だった1939年（昭和14年）3月には東京本社支配人となり、1940年（昭和15年）8月には取締役に就任した。生家の安久美神戸神明社は豊橋鬼祭で知られる神社であり、1940年（昭和15年）9月には赤鬼面と鼻高面を奉納している。
戦後の1947年（昭和22年）1月には専務取締役に就任し、54歳だった同年10月に丸善取締役社長に就任した。1952年（昭和27年）6月には東京商工会議所副会頭となった。1953年（昭和28年）4月には緑綬褒章を受賞した。1959年（昭和34年）4月に国立西洋美術館評議員会評議員に就任すると、1960年（昭和35年）7月に文部省社会教育審議会委員、1961年（昭和36年）10月には国語審議会委員と、文部省の関連委員に立て続けに就いている。
1962年（昭和37年）11月には藍綬褒章を受賞した。1964年（昭和39年）12月には日仏文化交流に対する貢献が評価され、フランス政府から芸術文化勲章を贈られた。1965年（昭和40年）4月には勲二等旭日重光章を受章した。1969年（昭和44年）には日本経済新聞朝刊の「私の履歴書」に連載。1971年（昭和46年）9月には丸善社長を退任して会長に就任し、1973年（昭和48年）9月には丸善相談役に就任した。1971年（昭和46年）11月には勲一等瑞宝章を受章している。

### 晩年

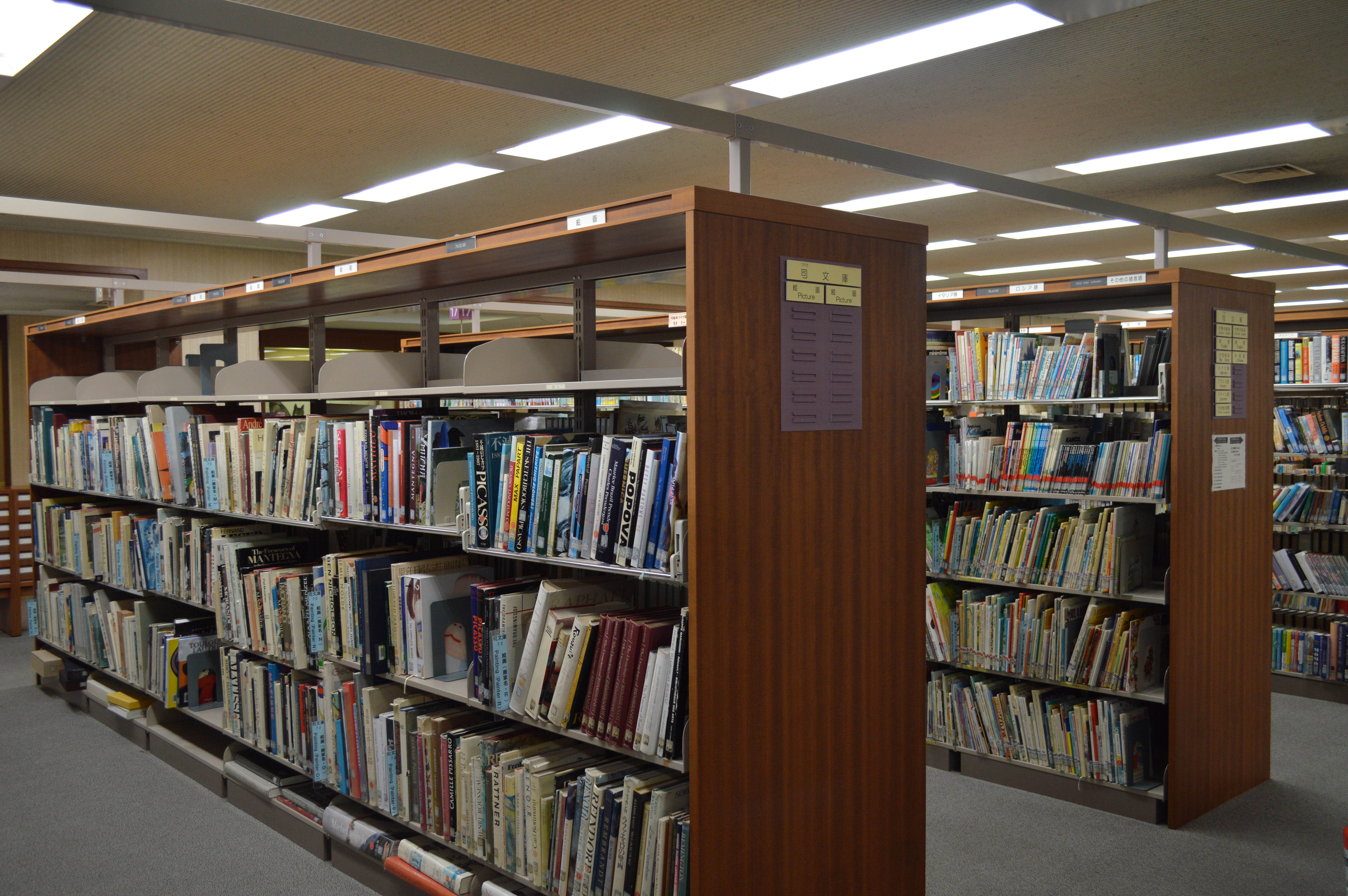
豊橋市中央図書館にある司文庫

1973年（昭和48年）には自身の80歳を記念して豊橋市に3千万円を寄付し、豊橋市は豊橋市図書館に司文庫を開設した。1975年（昭和50年）11月には豊橋文化賞を受賞した。1979年（昭和54年）3月には豊橋市美術博物館に陶磁器コレクション943点を寄贈し、同年6月には豊橋市名誉市民に推挙された。1983年（昭和58年）10月には東京都名誉都民に推挙されている。1985年（昭和60年）10月には日本のデザイン界への発展が評価され、国際デザインアワード名誉賞を受賞した。
1986年（昭和61年）5月1日に92歳で死去した。死後には遺族から豊橋市に1億円が寄付され、豊橋市は豊橋市司文庫基金を設立した。

## 受賞・受章
- 1953年（昭和28年）4月 - 緑綬褒章
- 1962年（昭和37年）11月 - 藍綬褒章
- 1964年（昭和39年）12月 - フランス政府芸術文化勲章 オフィシエ
- 1965年（昭和40年）4月 - 勲二等旭日重光章
- 1971年（昭和46年）11月 - 勲一等瑞宝章
- 1975年（昭和50年）11月 - 豊橋文化賞
- 1979年（昭和54年）6月 - 豊橋市名誉市民
- 1983年（昭和58年）10月 - 東京都名誉都民
- 1985年（昭和60年）10月 - 国際デザインアワード（英語版）名誉賞

## 役職
- 1952年（昭和27年）6月 - 東京商工会議所副会頭
- 1958年（昭和33年）4月 - 日展監事
- 1959年（昭和34年）4月 - 文部省国立西洋美術館評議員会評議員
- 1960年（昭和35年）7月 - 文部省社会教育審議会委員
- 1961年（昭和36年）10月 - 文部省国語審議会委員